# Église Saint-Martin de Millencourt-en-Ponthieu
L'église Saint-Martin de Millencourt-en-Ponthieu est un monument historique situé à Millencourt-en-Ponthieu, dans le département français de la Somme.

## Historique
L'église de Millencourt-en-Ponthieu a été construite au XVIIe siècle. La date de 1632 est gravée sur une pierre, au-dessus du portail. L'église est protégée au titre des monuments historiques : inscription par arrêté du 15 octobre 2014,.

## Caractéristiques
L'église a été construite en pierre et en brique. La craie a été utilisée pour l'ensemble du bâtiment, la brique pour l'encadrement des baies et du portail, les contreforts, la base du clocher et le pignon  de la façade. La tour-clocher a la particularité d'être quadrangulaire à la base et cylindrique dans sa partie supérieure. Elle se termine par une toiture en flèche recouverte d'ardoises.

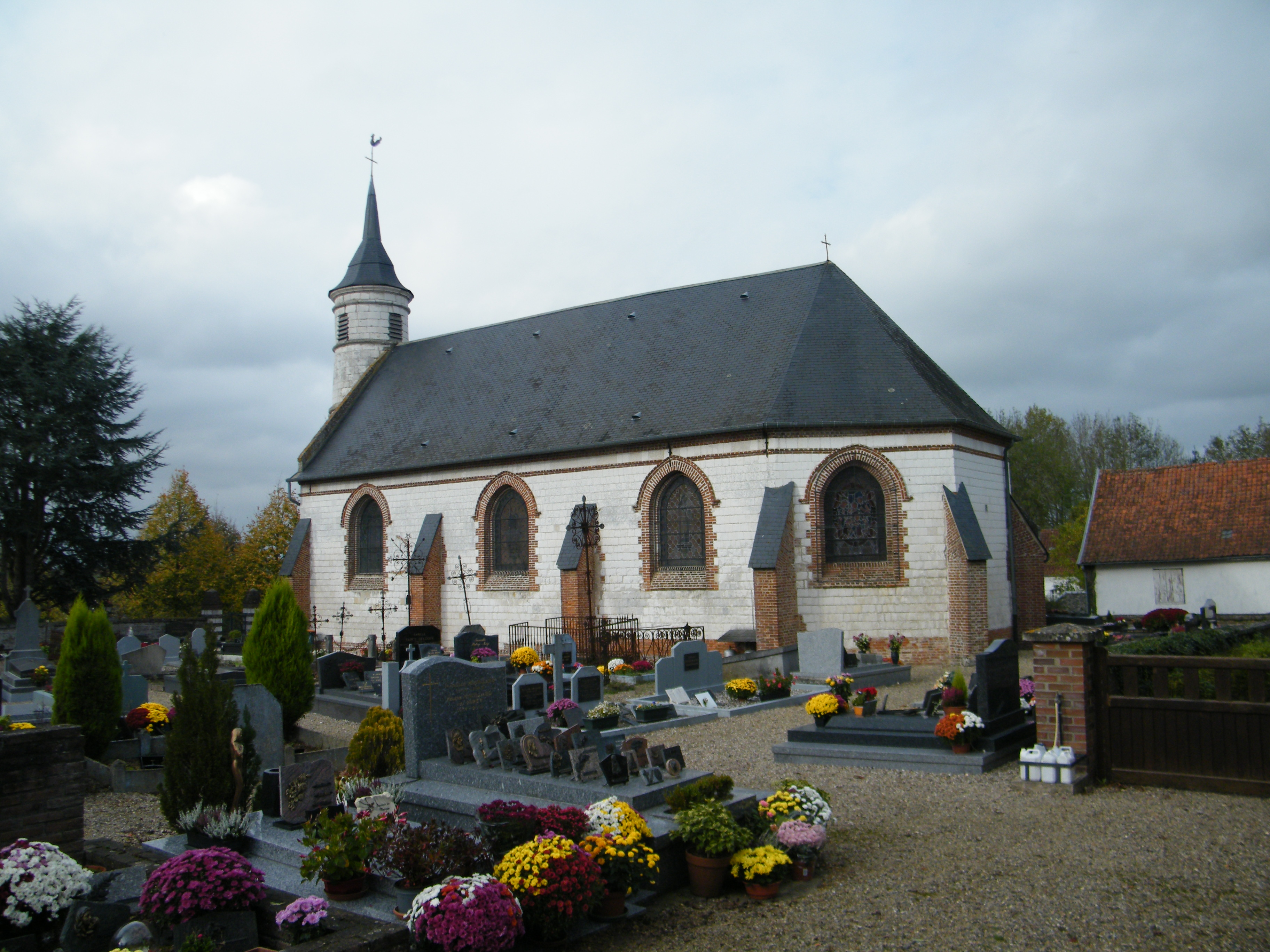
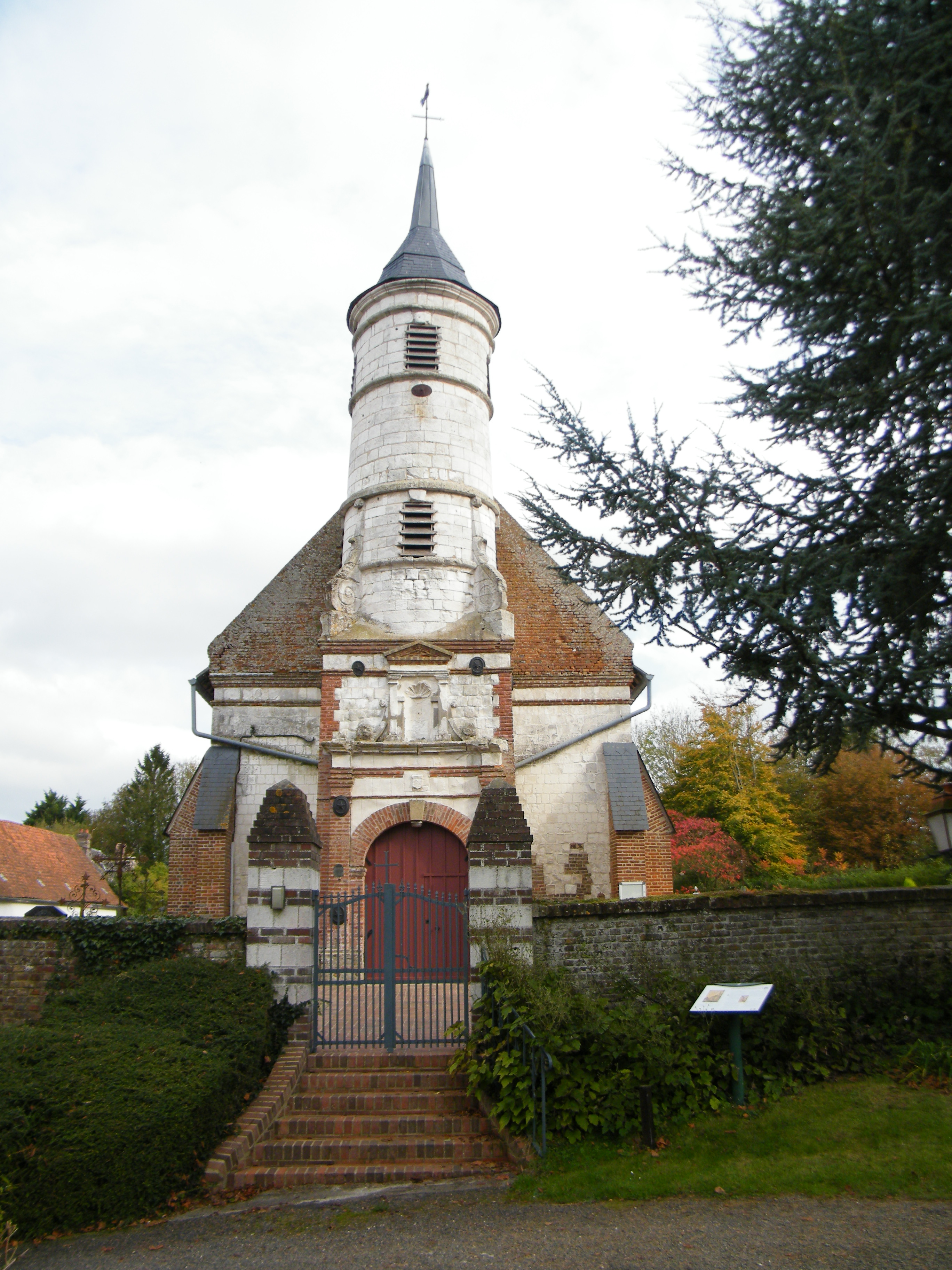
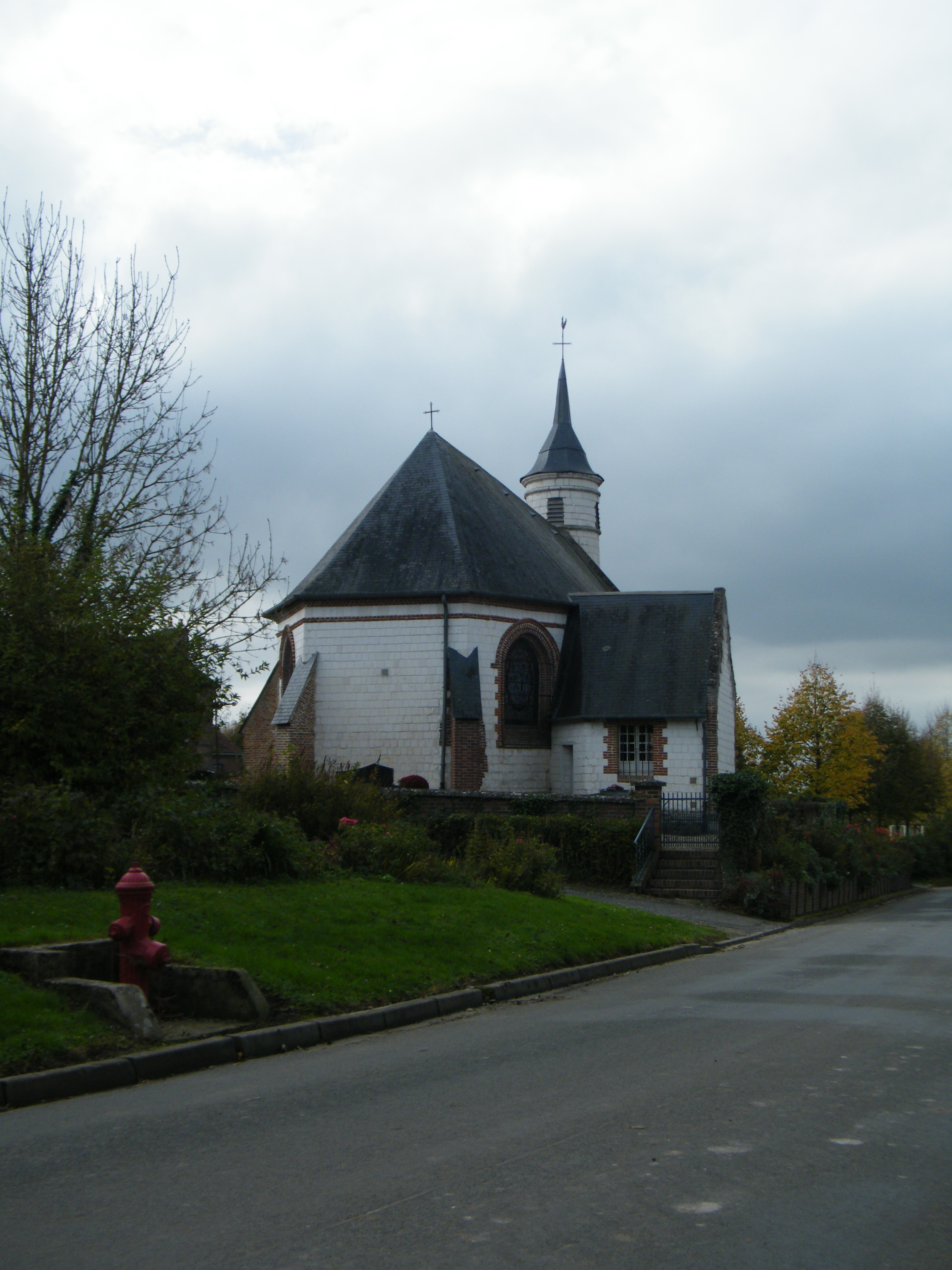